# Molophilus perfidus
Molophilus perfidus är en tvåvingeart som beskrevs av Alexander 1929. Molophilus perfidus ingår i släktet Molophilus och familjen småharkrankar. Inga underarter finns listade i Catalogue of Life.